# Lykos (König von Libyen)
Lykos (altgriechisch Λύκος Lýkos, deutsch ‚Wolf‘), Sohn des Ares und Vater der Kallirrhoë, war in der griechischen Mythologie König von Libyen. 
Lykos opferte Fremde, die nach Libyen kamen, gewöhnlich seinem Vater. Auch dem Diomedes, der während seiner Irrfahrt nach dem Trojanischen Krieg in Libyen landete, sollte dieses Schicksal zuteilwerden. Kallirrhoë jedoch befreite ihn, woraufhin Diomedes floh. Aus Liebeskummer erhängte sich Kallirrhoë, die für Diomedes ihren Vater verraten hatte.